# ブジャスポル
ブジャスポル（トルコ語: Bucaspor）は、トルコのイズミルをホームタウンとしていたサッカークラブ。サッカーの他にバスケットボール、バレーボール、ハンドボール、競泳、体操競技、テコンドーなどのアマチュア部門がある。2020年に解散した。

## 歴史
1928年、ブジャスポルはカルシュヤカSK（1912年創設）、アルタイSK（1914年創設）、アルトゥノルドゥSK（1923年創設）、ギョズテペSK（1925年創設）に次ぐイズミルをホームタウンとする5番目のスポーツクラブとして創設された。
2020年9月1日、新型コロナウイルスの感染拡大や財政難のため、解散した。

## 歴代所属選手
- ハサン・カブゼ 2000-2002
- エドゥアルド・フェルナンデス・ペレイラ・ゴメス 2010
- マテウス・アルベルト・コントレイラス・ゴンサルヴェス 2010
- スティエパン・トマス 2010
- ランドリー・ムレモ 2010-2011
- カルロス・アルベルト・フェルナンデス 2010-2011
- イェルコ・レコ 2010-2011
- サリフ・ウチャン 2010-2012
- トサイン・リケッツ 2013-2014
- タム・ヌサリワ 2013-2015